# Podalyria cordata
Podalyria cordata är en ärtväxtart som beskrevs av Robert Brown. Podalyria cordata ingår i släktet Podalyria och familjen ärtväxter. Inga underarter finns listade i Catalogue of Life.